# Freie Wählergemeinschaft Die Nationalen
Die Freie Wählergemeinschaft Die Nationalen war eine 1991 in Berlin gegründete rechtsextreme Wählergemeinschaft um den gleichnamigen Verein Die Nationalen e. V., die bei Kommunalwahlen in Berlin und Brandenburg antrat. 1997 lösten sich der Verein und die Wählergemeinschaft selbst auf.

## Vorgeschichte und Gründung
Bereits 1990 gab es in Berlin-Lichtenberg Bemühungen, ein Wahlbündnis von der rechtskonservativen Deutschen Sozialen Union (DSU) bis zur neonazistischen Nationalen Alternative (NA) zu schaffen, was aber zunächst scheiterte. 1991 wurde in Berlin eine „Freiheitliche Wählergemeinschaft ‚Wir sind das Volk‘ e. V.“ gegründet, die nach einer Namensänderung seit Januar 1992 unter den Namen „Freie Wählergemeinschaft Die Nationalen“ und „Die Nationalen e. V.“ auftrat. Programmatische Grundlage war die von Rudolf Kendzia geschriebene, am 17. Juni 1991 beschlossene „Lichtenberger Erklärung“, mit der man sich besonders an die Wähler in Berlin und Brandenburg wandte, die mit den etablierten Parteien unzufrieden waren. Mit der Wählergemeinschaft wurde der Versuch unternommen, Vertreter von Parteien und Gruppen aus dem militanten neonazistischen Bereich und aus den Reihen der Rechtsextremisten unter ihrem Dach zu sammeln. Das Ziel war es, als überparteiliche Vereinigung auf eine Einheit der „nationalen“ Kräfte hinzuarbeiten.

## Struktur und angegliederte Organisationen
„Die Nationalen“ gliederten sich in Landes- und Kreisverbände. Laut Parteisatzung war die Mitgliedschaft in der – 1995 zum Antritt bei den Wahlen zum Berliner Abgeordnetenhaus gegründeten – Partei „Die Nationalen“ (Nationale) nicht identisch mit der Mitgliedschaft in dem im August 1992 gegründeten Verein „Die Nationalen e. V.“, doch waren der Vorstand und der aktive Personenkreis weitgehend identisch. Die Mitgliederzahl betrug etwa 150 Personen. Unter den Funktionären und Mitgliedern waren zahlreiche weitere bekannte Funktionäre des rechtsextremen Spektrums wie Peter Boche (ehemaliger Funktionär der REP), Ulli Boldt (Mitglied der Nationalistischen Front 1994–1996 Betreiber des ehemaligen „Nationalen Infotelefon-Berlin“ 1994–1997 Vorsitz „Berliner Kulturgemeinschaft Preußen“ 1995 Kandidat „Die Nationalen e. V.“, Hess-Gedenkmärsche Anmelder in Oranienburg und Frankfurt/Oder, Junges Weikersheim – 1995 Ausschluss wegen der Hess-Märsche), Thilo Kabus (zu dem Zeitpunkt führender Funktionär der Berliner NPD, später „Anarcho-Nationalist“), Andreas Storr (Mitglied der NPD), Richard Miosga (REP und „Deutsches Rechtsbüro“), Hans Christian Wendt, Peter Gilian und Rudolf Kendzia sowie Mitglieder weiterer rechtsextremer Organisationen wie „Deutsche Liga für Volk und Heimat“ und „Gesinnungsgemeinschaft der Neuen Front“ und verbotener Parteien wie „Nationale Offensive“.
Ab 1993 hatte Frank Schwerdt den Vorsitz inne, stellvertretender Vorsitzender war Hans Bahlke. Mit Schwerdt änderten sich wesentlich die Zusammensetzung, Struktur und Ziele des Vereins. Während die „gemäßigten“ Rechten, sowie die meisten NPD-Mitglieder, den Verein verließen, vollzog dieser unter Anleitung des neuen Vorsitzenden eine starke Annäherung an das neonazistische Spektrum und wurde zu einer nationalsozialistisch ausgerichteten, länderübergreifenden, insbesondere aber in Berlin und Brandenburg aktiven Sammlungsbewegung. Nach dem Verbot der rechtsextremistischen „FAP“ 1995 wurde sie ein Auffangbecken für Mitglieder aus dem Berlin-Brandenburger Raum. Im Rahmen von Schulungsarbeit bestand eine enge Zusammenarbeit mit dem Hoffmann-von-Fallersleben-Bildungswerk sowie dem Staatsbriefe-Leserkreis Berlin. Die Sektion Brandenburg der Hammerskins Deutschland war über die Adresse der Nationalen erreichbar.
Dem Verein angegliedert war die Jugendorganisation „Junges Nationales Spektrum (JNS) – Jugendverband der Nationalen e. V.“ in Guben, Weißwasser, Fürstenwalde/Spree, Berlin, Spremberg, Niesky, Zittau und diversen anderen Städten unter ihrem Vorsitzenden Udo Hempel. Ende 1995 gaben Die Nationalen die Bildung von Hochschulgruppen an den Universitäten Potsdam und Frankfurt/Oder und der Humboldt-Universität Berlin bekannt. Anfang 1996 trat die Gefangenenhilfe der Nationalen e. V. erstmals in Erscheinung.
In organisatorischen Fragen wurden die Nationalen von dem Berliner Rechtsanwalt Runhardt Sander beraten, der sie auch während der gesamten Zeit ihres Bestehens vor dem Amtsgericht Berlin-Charlottenburg als Notar vertrat. Sander ist wie Schwerdt eine Schlüsselfigur der Berliner rechtsextremen Szene und tritt unter anderem als Vorsitzender und Sprecher der „Reichsbürger-Union“ auf.

## Programm
Neben stark nationalistischen Positionen wurde ein extrem rassistisches und ausländerfeindliches Menschenbild vertreten. Die Integration von Menschen anderer Nationalitäten wurde als Vorhaben heimtückischer Absicht bzw. „inländerfeindlicher Politik einflussreicher internationaler Kräfte“ abgelehnt. Weiterhin forderten „Die Nationalen“ die Ausweisung von „Scheinasylanten und Asylbetrügern“ sowie die Trennung von ausländischen und deutschen Kindern in Schule und Kindergarten. Der deutschen Jugend sollte wieder ein „nationales Geschichtsbewusstsein“ vermitteln werden, wozu das bekannte Geschichtsbild revidiert und mit der seit 1945 oktroyierten „einseitigen Siegerideologie“ der Alliierten aufgeräumt werden sollte.

## Beteiligung an Kommunal- und Landtagswahlen
Die Freie Wählergemeinschaft kandidierte am 24. Mai 1992 bei den Berliner Wahlen zu den Bezirksverordnetenversammlungen in neun Stadtbezirken. Auf ihrer Kandidatenliste befanden sich rechtsextreme Skinheads und stadtbekannte Neonazis. Die FWG bekam insgesamt 2477 Stimmen (0,2 %), davon 1616 Stimmen in Berlin/West. Im Oktober 1995 schrumpfte die angekündigte Landesliste der Partei „Die Nationalen“ zu den Berliner Abgeordnetenhauswahlen mangels Unterstützungsunterschriften auf zwei Direktkandidaten zusammen. Damit war ein Versuch gescheitert, durch den Antritt einer gleichnamigen Partei einem schon damals befürchteten Vereinsverbot den Boden zu entziehen.

## Weitere Aktivitäten
Für den 9. Mai 1992 war eine Gedenkkundgebung vor dem russischen Militärmuseum geplant, auf der der Holocaustleugner David Irving als Redner auftreten sollte. Sie wurde durch eine Gegendemonstration verhindert. Außerdem wurde in Zusammenarbeit mit anderen rechtsextremen Gruppierungen wie der „Berliner Kulturgemeinschaft Preußen e. V.“ (BKP) und dem „Studentenbund Schlesien“ mehrere Vorträge organisiert, bei denen Referenten wie Hans-Dietrich Sander, Wolfgang Strauß, Hans-Michael Fiedler und Pierre Krebs auftraten. In mehreren Fällen wurden solche Veranstaltungen der Nationalen polizeilich verboten, so z. B. ein vorgesehener Vortrag von Peter Dehoust am 26. August 1994 in Guben. Am 6. September 1995 versuchen in Cottbus über 70 Neonazis eine von den Nationalen organisierte bundesweite Versammlung durchzuführen. 1996 tauchen Plakate und Aufkleber eines „Aktionskomitees Rudolf Heß“ für den „Rudolf-Heß-Gedenkmarsch“ in Merseburg auf, auf denen Die Nationalen e. V. als Kontaktadresse genannt wurden. Diese Aufmachung der Plakate übernahmen die NPD/JN in Hamburg.
Aus den „Nationalen Nachrichten“, der Wahlkampfzeitung von 1992, entwickelte sich die rechtsextreme Zeitung „Berlin-Brandenburger Zeitung (BBZ)“ – „Zeitung der nationalen Erneuerung“.

## Selbstauflösung des Vereins und Fortsetzung als Kreis um Frank Schwerdt

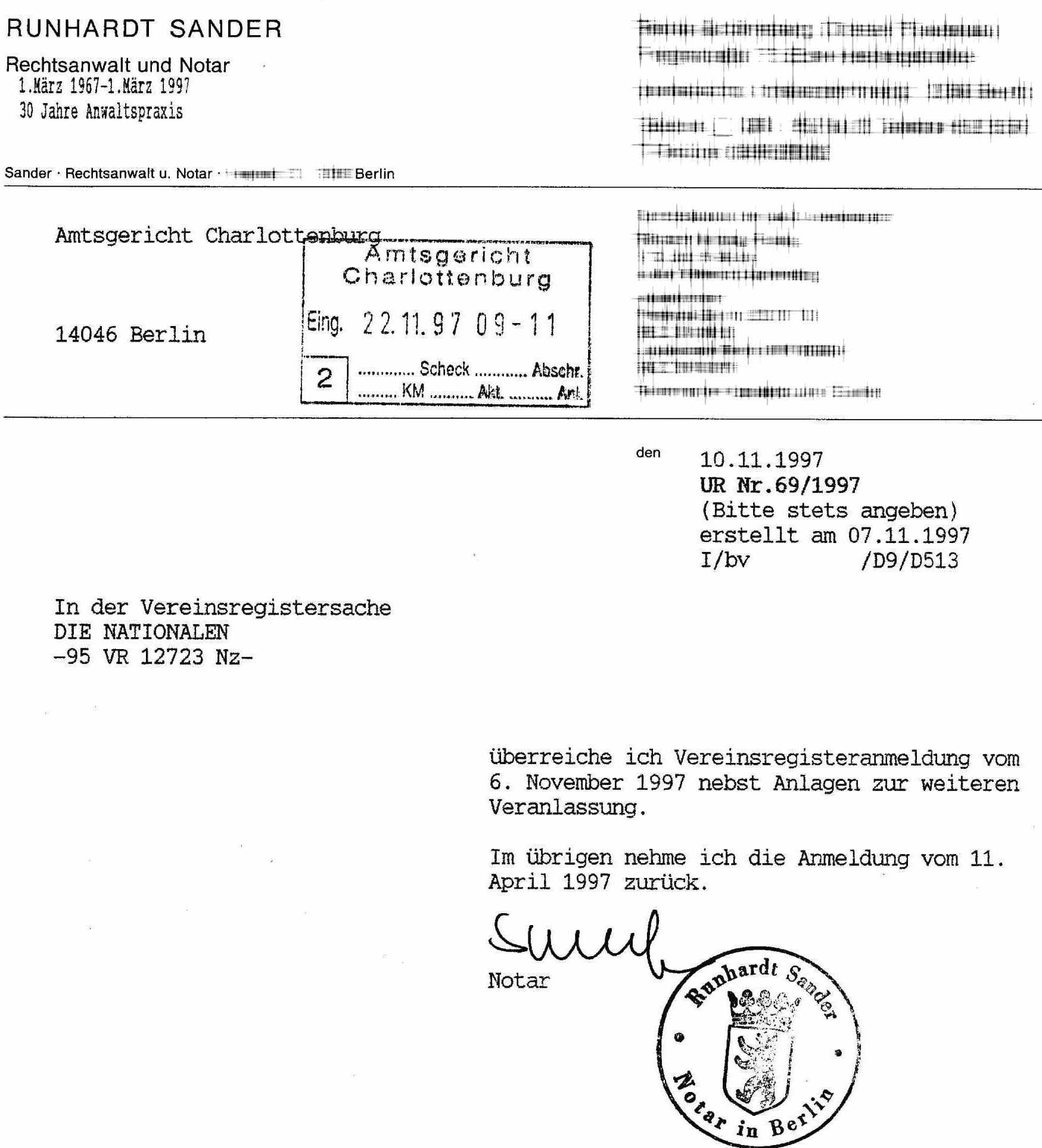
Abmeldung der Nationalen durch den Berliner Rechtsanwalt Runhardt Sander

Um einem drohenden Verbot zuvorzukommen, löste sich der Verein „Die Nationalen e. V.“ im November 1997 selbst auf. Laut offizieller Begründung waren „die Aufgaben der Nationalen e. V. […] weitestgehend erfüllt“. Die Aktivitäten wurden jedoch zunächst durch einen Kreis von Neonazis und Rechtsextremisten um den ehemaligen Vorsitzenden Frank Schwerdt fortgesetzt. Bereits 1997 hatte in Berlin ein sogenannter „Koordinierungsrat“ getagt, dem Schwerdt sowie Vertreter der einzelnen ehemaligen vereinsnahen Freien Kameradschaften angehörten und dessen Funktion hauptsächlich der Informationsaustausch untereinander war. Die Gruppe um Schwerdt entwickelte sich damit zum wichtigsten Knotenpunkt der ostdeutschen Neonazi-Szene. Hier koordinierten sich nicht nur die Berliner Neonazi-Kameradschaften, sondern es wurde auch intensive Aufbauarbeit in den ostdeutschen Bundesländern geleistet. Mitte 1998 gehörten zu den offiziell aufgelösten Nationalen noch eine Hochschulgruppe und die Jugendorganisation „Jungnationale“ und sie bildeten das Zentrum eines über 30 Gruppen zählenden Netzwerk aus Orts- und Kreisverbänden sowie „unabhängigen“ Kameradschaften in Brandenburg, Sachsen, Sachsen-Anhalt und Thüringen.
Nachdem Schwerdt 1998 eine neunmonatige Haftstrafe unter anderem wegen Volksverhetzung zu verbüßen hatte, erlahmten die Aktivitäten und es kam zu einem erheblichen Mitgliederschwund von 1998 noch ca. 150 zu 1999 nur noch ca. 50 Personen. Auch nach der Haftentlassung von Schwerdt kam die Arbeit dieses Personenkreises nur sehr schleppend in Gang. Schwerdt trat erneut in die NPD ein und stieg hier schnell zu führenden Positionen auf. Der ehemalige Vorsitzende der Nationalen war daraufhin bestrebt, die übrigen etwa 110 Vereinsmitglieder zum Eintritt in die NPD und deren Jugendorganisationen zu bewegen. Dies bedeutete zugleich eine Aufwertung der bis dahin im Berlin-Brandenburger Raum nahezu bedeutungslosen NPD, die im Bundesland Brandenburg nur 60 Mitglieder zählte, wobei sie ihre Zahl damit bereits verdreifacht hatte. Der Brandenburger Verfassungsschutz bemerkte daher auch, dass das Jahr 1997 „möglicherweise eine Trendwende für die NPD in Brandenburg“ markiere.